# Marcin Kosiński
Marcin Kosiński vel Iwo Bartosz Kitzinger (ur. 26 lutego 1985 roku w Raciborzu) – polski koszykarz, występujący na pozycji rzucającego obrońcy, wychowanek MKKS Rybnik, reprezentant kraju (m.in. uczestnik Mistrzostw Europy Hiszpania 2007).

## Życiorys
W sezonie 2002/2003 ze Zniczem Pruszków wywalczył awans do II ligi. W 2005 podpisał dwuletni kontrakt z Unią Tarnów, rozpoczynając tym samym w sezonie 2005/2006 grę w Polskiej Lidze Koszykówki. Jednak na skutek problemów finansowych klubu, rozwiązał umowę już po pierwszym sezonie, przenosząc się do Polpharmy Starogard Gdański. Przed sezonem 2007/2008 otrzymał propozycję z Prokomu Trefla Sopot, lecz zrezygnował z niej na rzecz oferty Turowa Zgorzelec. W sezonie 2008/2009 reprezentował również barwy PBG Basketu Poznań oraz włoskiego Seven 2007 Roseto.
Przez wielu fachowców był uważany za jeden z najbardziej obiecujących talentów koszykarskich w Polsce. W Meczu Gwiazd PLK 2007 wygrał konkurs rzutów za 3 punkty, odbierając tytuł Andrzejowi Plucie.
Na początku sezonu 2006/2007 (w którym wprowadzono zasadę o obowiązku obecności na boisku przynajmniej jednego Polaka w każdej drużynie), gdy w barwach Polpharmy na boisku pojawili się Greg Harrington, Whitney Robinson, Patrick Okafor, Kristjan Ercegović i właśnie Iwo Kitzinger, część obserwatorów – wprowadzona w błąd obco brzmiącym nazwiskiem Kitzinger – wzniosła alarm o złamaniu regulaminu rozgrywek. Do 17. roku życia nosił imię i nazwisko Marcin Kosiński, następnie Iwo Kitzinger, a w grudniu 2010 roku wrócił do pierwszego imienia i nazwiska. W lutym 2011 został zwolniony z Asseco Prokom Gdynia.
W roku 2011 rozegrał kilka spotkań w barwach amatorskiego klubu "kicks.com.pl" występującego w Warszawskim Nurcie Basketu Amatorskiego.

## Osiągnięcia
Stan na 16 stycznia 2017, na podstawie, o ile nie zaznaczono inaczej.
- Wicemistrz Polski (2008)
- Brązowy medalista mistrzostw Polski (2003)
- Awans do PLK z Rosą Radom (2012)

Indywidualne
- Największy Postęp PLK (2007)
- Zwycięzca konkursu rzutów za 3 punkty PLK (2007)
- Uczestnik meczu gwiazd PLK (2007, 2010)

Reprezentacja
- Brązowy medalista mistrzostw Europy U–20 dywizji B (2005)
- Uczestnik mistrzostw Europy (2007 – 13. miejsce)